# Metryka chrztu
Metryka chrztu (akt chrztu) – aktualny dokument poświadczający przyjęcie chrztu. Wystawiany jest na bieżąco na potrzebę zainteresowanego w parafii, w której został ochrzczony. Obejmuje adnotacje z ksiąg metrykalnych, np. o zawarciu małżeństwa, co może zapobiegać bigamii.
Metryka chrztu zawiera: 
- imię i nazwisko zainteresowanego
- imiona rodziców
- dokładną datę i miejsce urodzenia
- datę chrztu
- nazwę parafii, w którym osoba została ochrzczona
- rok i numer księgi chrztów
- informacje na temat innych przyjętych sakramentów.

Do ważności metryka musi być podpisana przez upoważnioną osobę i zaopatrzona w pieczęcie parafialne.